# حزب البيت اليهودي
حزب البيت اليهودي (بالعبرية: הַבַּיִת הַיְהוּדִי هبايت هيهودي) حزب إسرائيلي صهيوني ديني متطرف. وكتلة في البرلمان الإسرائيلي (الكنيسيت) تضم عمليا أحزابا وحركات صغيرة تنشط أساسا بين المستوطنين، وفي غالبيتها إن لم تكن كلها، تعود جذورها إلى حزب المفدال الديني، الحزب التاريخي للتيار الديني الصهيوني.
كل نواب هذه الكتلة، هم من أشد المتطرفين، ومن دعاة ما يسمى «ارض إسرائيل الكاملة»، يريدون توسيع الاستيطان إلى اقصى الحدود، ويرفضون المفاوضات وحل الصراع باقامة دولة، بل يقترحون حد أدنى من الحكم الذاتي لأقاليم فلسطينية منفصلة عن بعضها، وبكلمة أخرى «كانتونات». وبطبيعة الحال فإن نسبة المستوطنين في هذه الكتلة هي الأكبر، ولكن من هم خارج المستوطنات لا أقل تطرفا. أعضاء الكنيست للكتلة عام 2015 كان 8 نائبا، ويرأس القائمة نفتالي بينيت.

## أعضاء وممثلي الكتلة
- نفتالي بينيت (رئيس القائمة في الكنيست عام 2015)
- إيلي بن دهان
- الوزيرة أيليت شكد